# Copa Panamericana Bajo Techo de Hockey femenino de 2008
La IV Copa Panamericana Bajo Techo de Hockey femenino de 2008 se celebró en San Juan (Argentina) entre el 19 al 23 de noviembre  de 2008.
El sistema de competición consistió en un grupo único de seis equipos que jugaron todos contra todos. Los mejores cuatro avanzaron a semifinales y los peores dos jugaron por el quinto puesto. Los ganadores de las semifinales avanzaron a la final y los dos perdedores jugaron por la medalla de bronce.
Argentina se consagró campeón tras ganarle a Estados Unidos 4-2. La medalla de Bronce la obtuvo México que le ganó a Perú 1-0

## Equipos participantes
- Argentina
- Chile
- México
- Paraguay
- Perú
- Estados Unidos

## Grupo único
– Clasificados a Semifinales.
     - Jugaran por el 5 puesto
| Equipo         | J | G | E | P | GF | GC | DG  | PTS |
| -------------- | - | - | - | - | -- | -- | --- | --- |
| Estados Unidos | 5 | 5 | 0 | 0 | 31 | 2  | +29 | 15  |
| Argentina      | 5 | 3 | 1 | 1 | 19 | 5  | +14 | 10  |
| México         | 5 | 2 | 2 | 1 | 11 | 17 | -6  | 8   |
| Perú           | 5 | 1 | 2 | 2 | 5  | 13 | -8  | 5   |
| Paraguay       | 5 | 1 | 0 | 4 | 5  | 24 | -19 | 3   |
| Chile          | 5 | 0 | 1 | 4 | 6  | 16 | -10 | 1   |

- Resultados

| Fecha | Hora¹ | Partido        | Partido | Partido        | Resultado |
| ----- | ----- | -------------- | ------- | -------------- | --------- |
| 19.11 | 16:00 | Estados Unidos | -       | México         | 11-0      |
| 19.11 | 17:00 | Chile          | -       | Perú           | 2-2       |
| 19.11 | 20:30 | Argentina      | -       | Paraguay       | 8-1       |
| 20.11 | 9:00  | Chile          | -       | México         | 2-5       |
| 20.11 | 10:00 | Estados Unidos | -       | Paraguay       | 11-1      |
| 20.11 | 11:00 | Argentina      | -       | Perú           | 3-0       |
| 20.11 | 16:00 | Paraguay       | -       | Chile          | 1-0       |
| 20.11 | 17:00 | México         | -       | Perú           | 1-1       |
| 20.11 | 20:00 | Argentina      | -       | Estados Unidos | 0-1       |
| 21.11 | 9:00  | Perú           | -       | Estados Unidos | 0-6       |
| 21.11 | 10:00 | México         | -       | Paraguay       | 3-1       |
| 21.11 | 11:00 | Argentina      | -       | Chile          | 6-1       |
| 21.11 | 15:00 | Paraguay       | -       | Perú           | 1-2       |
| 21.11 | 16:00 | Estados Unidos | -       | Chile          | 2-1       |
| 21.11 | 19:00 | Argentina      | -       | México         | 2-2       |

### 5 Puesto
| Fecha | Hora¹ | Partido  | Partido | Partido | Resultado |
| ----- | ----- | -------- | ------- | ------- | --------- |
| 23.11 | 9:15  | Paraguay | -       | Chile   | 1-2       |

## Segunda fase

### Semifinales
| Fecha | Hora¹ | Partido        | Partido | Partido | Resultado |
| ----- | ----- | -------------- | ------- | ------- | --------- |
| 22.11 | 15:00 | Argentina      | -       | México  | 3-1       |
| 22.11 | 17:30 | Estados Unidos | -       | Perú    | 2-0       |

### 3 Puesto
| Fecha | Hora¹ | Partido | Partido | Partido | Resultado |
| ----- | ----- | ------- | ------- | ------- | --------- |
| 23.11 | 10:30 | México  | -       | Perú    | 1-0       |

### Final
| Fecha | Hora¹ | Partido   | Partido | Partido        | Resultado |
| ----- | ----- | --------- | ------- | -------------- | --------- |
| 23.11 | 13:00 | Argentina | -       | Estados Unidos | 4-2       |

| Campeón del Campeonato Panamericano Bajo Techo 2008 |
| --------------------------------------------------- |
| Argentina Primer Título                             |

### Clasificación general
1. Argentina
2. Estados Unidos
3. México
4. Perú
5. Chile
6. Paraguay